# یواس‌اس ایرکس (اس‌اس-۴۲۸)
یواس‌اس ایرکس (اس‌اس-۴۲۸ ) (به انگلیسی: USS Irex (SS-482)) یک زیردریایی بود که طول آن ۳۱۱ فوت ۸ اینچ (۹۵٫۰۰ متر) بود. این زیردریایی در سال ۱۹۴۵ ساخته شد.